# Гелена Полячкувна
Гелена Полячкувна (пол. Helena Polaczkówna; нар. 24 лютого 1884 — осінь 1942) — польський історик та архівіст, фахівець із геральдики, доцент допоміжних історичних наук у Познанському університеті, одна з організаторів таємного навчання у Львові в часи Другої світової війни.

## Життєпис
Народилась в м. Львів. У 1905 році закінчила гімназію у Львові. 1905—1909 роках навчалась на історичному факультеті Львівського університету, де 1909 року захистила докторську дисертацію на тему: «De Lumbres, ambasador francuski i jego misja dyplomatyczna w Polsce w latach 1656—1660» (кер. — проф. О.-М.Бальцер). 1907—08 та 1909—10 працювала в Архіві гродських та земських актів у Львові. 1917—39 займала різні посади в Бернардинському архіві у Львові. 1922—23 відбула студії з геральдики та дипломатики в Парижі (Франція). 1930 здобула габілітацію в Познанському університеті, де працювала як доцент, щорічно читаючи невеликі курси.
Досліджувала польську геральдику («Materiały do heraldyki polskiej» (1909), «Najstarsze żródla heraldyki polskiej» (1924), «Herbarz flamandzki i jego znaczenie dla kultury i heraldyki polskiej» (1925), «Stemmata Polonica, rękopis nr. 1114 Klejnatów Długosza w Bibliotece Arsenału w Paryżu» (1926), «Herby Polskie w rękopisie Gelre Wapenbeck» (1928—29), «Geneza Orła Piastowskiego» (1930), «Księga bracka św. Krzysztofa na Arlbergu w Tyrolu» (1931), «Analiza elementów heraldycznych w miniaturach Psałterza Floriańskiego» (1938)), генеалогію («Ród Wesenborgów w Polsce i jego pierwotne gniazdo» (1924), «Przyczynek do genealogii Piastów» (1932)), сфрагістику («Sfragistyka książęca Piastów») та дипломатику («Roty przywileju Henryka I Brodatego dla Trzebnicy z 1208 r.» (1930), «Zapis Teodora Gryfity dla cystersów z r. 1196» (1938)). Кілька праць присвятила теор. проблемам архівознавства («Studium przygotowawcze we Francji do badań nad historią średniowiecza» (1925), «Uwagi o porządkowaniu prywatnych archiwów familijnych» (1938)). Опублікувала кілька збірок документів («Najstarsza księga sądowa wsi Trześniowa, 1419—1609» (1923), «Księga radziecka miasta Drohobycza, 1542—1563» (1936)).
Член Львівського наукового товариства (1920), а також польського, австрійського, французького та швейцарського геральдичних товариств. Від початку Другої світової війни працювала в бібліотеці Оссолінських у Львові, брала участь у роботі польського підпілля.
Була заарештована гестапо й страчена під Львовом.